# Rusłan Kuang
Rusłan Tien Kuang (bułg. Руслан Тиен Куанг, wiet. Ruslan Tiên Quảng, ur. 25 października 1985 w Widyniu) – bułgarski piłkarz wietnamskiego pochodzenia, występujący na pozycji prawego obrońcy. W swojej karierze grał w Bdinie Widin, Botewie Wraca, Łokomotiwie Płowdiw, Arisie Akropotamos oraz Partizanim Markesz.